# Carl Bergstedt (ämbetsman)
Carl Jens Bergstedt, född den 13 november 1899 i Stockholm, död där den 10 juli 1994, var en svensk ämbetsman.
Bergstedt avlade studentexamen 1918, filosofie kandidatexamen vid Uppsala universitet 1921 och juris kandidatexamen där 1925. Han blev fänrik i kustartilleriets reserv 1923 och löjtnant där 1929. Bergstedt genomförde tingstjänstgöring 1925–1927. Han blev extra ordinarie tjänsteman vid länsstyrelsen i Stockholms län 1927, extra ordinarie länsbokhållare där 1929, tillförordnad länsbokhållare av andra klassen 1933, tillförordnad länsbokhållare av första klassen 1934, länsbokhållare av första klassen 1935 och tillförordnad länsassessor 1936. Bergstedt var landskamrerare i Malmöhus län 1939–1947 och juridisk expert inom Johnsonkoncernen från 1947. Han blev riddare av Nordstjärneorden 1942.